# 里格爾 (明尼蘇達州)
里格爾（英語：Regal）是一個位於美國明尼蘇達州坎迪約希縣的城市。

## 人口
根據2020年美國人口普查的數據，里格爾的面積為1.33平方千米，皆為陸地。當地共有人口43人，而人口密度為每平方千米32人。